# Berserk of Gluttony
Berserk of Gluttony (暴食のベルセルク ～俺だけレベルという概念を突破する～, Bōshoku no Beruseruku Ore dake Reberu to Iu Gainen wo Toppa suru, Berserk of Gluttony: The One That Exceeds the Concept of Levels) est une série de light novel japonais écrite par Ichika Isshiki et illustrée par fame. Isshiki a commencé à publier la série sur le site de roman web Shōsetsuka ni narō en janvier 2017 et elle a ensuite été transférée à Kakuyomu en mars 2022. Le premier volume du light novel est sorti en novembre 2017. Une adaptation manga, illustrée par Daisuke Takino, a débuté dans le magazine en ligne Comic Ride de Micro Magazine en mars 2018. Une adaptation en série télévisée d'animation produite par le studio A.C.G.T est diffusée d'octobre 2023 à décembre 2023. Une version Webtoon de la série est publiée sur l'application Piccoma au Japon depuis février 2023.
La série aurait environ 1 350 000 de copies en circulation.

## Synopsis
Dans le monde, il y a deux types d'individus : ceux qui sont dotés de compétences puissantes et les autres. Fate, modeste garde, s'est toujours retrouvé dans la seconde catégorie. En plus d'être inutile, son seul pouvoir agit comme une malédiction et lui procure une faim insatiable. Un jour, alors qu'il est de service, il tue un voleur qui s'était faufilé dans le château. Sa compétence s'active alors et dévore l'âme du malheureux. Découvrant un nouvel aspect de son pouvoir, celui d'ajouter les statistiques de ses victimes aux siennes, Fate commence son combat pour devenir plus fort et protéger celle qu'il aime. Mais tout pouvoir a un coût et la lutte pour ne pas sombrer dans la folie sera longue...

## Personnages
Fate Graphite (フェイト・グラファイト, Feito Gurafaito)
Voix japonaise : Ryōta Ōsaka (ja)
Il s'agit du personnage principal de la série, il est le détenteur de la compétence Glouttonerie, l'une des compétences du péché capital. Fate peut être gentil et est capable de montrer de la pitié pour ceux qui ont changé, mais c'est en fait un personnage assez impitoyable qui tuera quiconque ose faire du mal à l'un de ses proches. Il est amoureux de Roxy Hart. Il a pour compagnon principal l'arme Greed.
Greed (グリード, Gurīdo)
Voix japonaise : Tomokazu Seki
Épée noire à une main que Fate achète pour quelques pièces. Elle a la particularité de pouvoir communiquer avec son nouveau possesseur grâce à la compétence Glouttonerie de ce dernier.
Roxy Hart (ロキシー・ハート, Rokishī dia)
Voix japonaise : Hisako Tōjō (ja)
Roxy est une Chevalier Sacré, elle est une personne incroyablement gentille qui ne méprise pas les autres. C'est une splendide Chevalier Sacré. C'est pourquoi de nombreuses personnes dans la capitale lui font confiance.
Myne (マイン, Main)
Voix japonaise : Misato Matsuoka (ja)
Ellis (エリス, Erisu)
Voix japonaise : Hitomi Sekine (ja)

## Production et supports

### Roman en ligne
Écrit par Ichika Isshiki, Berserk of Gluttony paraît initialement sur le site de roman web Shōsetsuka ni narō le 24 janvier 2017. Isshiki publie le 218e et dernier chapitre de la partie 1 sur Shōsetsuka ni Narō en mars 2022 et la série a ensuite été transférée sur Kakuyomu,.

### Light novel
Écrit par Ichika Isshiki et illustré par fame, le premier volume de Berserk of Gluttony est parue le 30 novembre 2017 au japon, par l'éditeur Micro Magazine via le label GC NOVELS. Actuellement la série compte 8 volumes, le dernier datant du 28 octobre 2022. La série est licenciée en France par Mahô Éditions, actuellement 3 volumes sont disponibles, le dernier datant du 25 février 2023. En Amérique du Nord, Seven Seas Entertainment annonce avoir acquis la licence en juillet 2020.

#### Liste des volumes dulight novel
| no | Japonais          | Japonais          | Français          | Français          |
| no | Date de sortie    | ISBN              | Date de sortie    | ISBN              |
| -- | ----------------- | ----------------- | ----------------- | ----------------- |
| 1  | 30 septembre 2017 | 978-4-89637-672-2 | 22 septembre 2023 | 978-2-49180-608-8 |
| 2  | 28 avril 2018     | 978-4-89637-745-3 | 25 février 2022   | 978-2-49180-621-7 |
| 3  | 28 septembre 2018 | 978-4-89637-818-4 | 25 février 2023   | 978-2-49180-637-8 |
| 4  | 27 avril 2019     | 978-4-89637-876-4 | 20 octobre 2023   | 978-2-49180-645-3 |
| 5  | 31 juillet 2019   | 978-4-89637-906-8 | 19 juillet 2024   | 978-2-49180-667-5 |
| 6  | 26 décembre 2019  | 978-4-89637-955-6 | 28 mars 2025      | 978-2-48736-938-2 |
| 7  | 31 août 2020      | 978-4-86716-045-9 | 14 novembre 2025  | 978-2-48785-003-3 |
| 8  | 28 octobre 2022   | 978-4-86716-356-6 | —                 |                   |

### Manga
Une adaptation manga, illustrée par Daisuke Takino, a débuté dans le magazine en ligne Comic Ride de Micro Magazine le 1er mars 2018. À ce jour, 13 volumes ont été publiés, le dernier datant du 27 février 2025.
En France, le manga est licencié par Mahô Éditions. Actuellement, cinq volumes sont disponibles, le dernier datant du 8 septembre 2023.

#### Liste des volumes
| no | Japonais          | Japonais          | Français          | Français          |
| no | Date de sortie    | ISBN              | Date de sortie    | ISBN              |
| -- | ----------------- | ----------------- | ----------------- | ----------------- |
| 1  | 28 septembre 2018 | 978-4-89637-822-1 | 15 octobre 2021   | 978-2-49180-618-7 |
| 2  | 28 février 2018   | 978-4-89637-858-0 | 24 juin 2022      | 978-2-49180-623-1 |
| 3  | 28 juillet 2019   | 978-4-89637-904-4 | 10 février 2023   | 978-2-49180-629-3 |
| 4  | 30 janvier 2020   | 978-4-89637-978-5 | 5 mai 2023        | 978-2-49180-643-9 |
| 5  | 30 juin 2020      | 978-4-86716-026-8 | 8 septembre 2023  | 978-2-49180-653-8 |
| 6  | 30 novembre 2020  | 978-4-86716-087-9 | 17 novembre 2023  | 978-2-49180-665-1 |
| 7  | 29 juin 2021      | 978-4-86716-153-1 | 26 janvier 2024   | 978-2-49180-672-9 |
| 8  | 25 décembre 2021  | 978-4-86716-223-1 | 19 juillet 2024   | 978-2-49180-687-3 |
| 9  | 31 octobre 2022   | 978-4-86716-351-1 | 27 septembre 2024 | 978-2-49180-695-8 |
| 10 | 27 avril 2023     | 978-4-86716-417-4 | 22 novembre 2024  | 978-2-48736-907-8 |
| 11 | 31 octobre 2023   | 978-4-86716-485-3 | 13 juin 2025      | 978-2-48736-927-6 |
| 12 | 31 juillet 2024   | 978-4-86716-609-3 | 26 septembre 2025 | 978-2-48736-961-0 |
| 13 | 27 février 2025   | 978-4-86716-715-1 |                   |                   |
| 14 | 29 septembre 2025 | 978-4-86716-838-7 |                   |                   |

### Anime
En octobre 2022, une adaptation en anime pour la série est annoncée.  Elle est réalisée au sein du studio A.C.G.T et réalisé par Tetsuya Yanagisawa (ja). La série est scénarisée par Mariko Kunisawa et le design des personnages est réalisé par Takafumi Furusawa. La série est diffusée du 1er octobre 2023 au 17 décembre 2023 sur les plateformes en lignes et est ensuite diffusée à partir du 5 octobre 2023 au Japon sur Tokyo MX et d'autres chaînes. Pour les francophones, la série est sortie en simulcast sur la plateforme Crunchyroll.
EverdreaM interprète le générique du début intitulé Jekyll & Hyde et le générique de fin intitulé Ao no Genseki (青の原石).

### Liste des épisodes
| No | Titre français                             | Titre japonais | Titre japonais        | Date de 1re diffusion |
| No | Titre français                             | Kanji          | Rōmaji                | Date de 1re diffusion |
| -- | ------------------------------------------ | -------------- | --------------------- | --------------------- |
| 1  | Les déshérités                             | 持たざる者     | Motazarumono          | 1er octobre 2023      |
| 2  | Bonus de famine                            | 飢餓ブースト   | Kiga Būsuto           | 8 octobre 2023        |
| 3  | L'inspection de Roxy                       | ロキシーの視察 | Rokishī no shisatsu   | 15 octobre 2023       |
| 4  | Monstre couronné                           | 冠魔物         | Kanmuri mamono        | 22 octobre 2023       |
| 5  | En route pour Gallia                       | ガリアへ       | Garia e               | 29 octobre 2023       |
| 6  | La fille de la colère                      | 怒りの少女     | Ikari no shōjo        | 5 novembre 2023       |
| 7  | Un vieux chevalier au crépuscule de sa vie | 黄昏の騎士     | Tasogare no kishi     | 12 novembre 2023      |
| 8  | Le village de l'oubli                      | 忘却の村       | Bōkyaku no mura       | 19 novembre 2023      |
| 9  | La gardienne de la luxure                  | 色欲の守護者   | Shikiyoku no shugosha | 26 novembre 2023      |
| 10 | Piège                                      | 罠             | Wana                  | 3 décembre 2023       |
| 11 | La parade de la mort                       | デスマーチ     | Desu māchi            | 10 décembre 2023      |
| 12 | Festin                                     | 喰い尽くす     | Kuitsukusu            | 17 décembre 2023      |

### Webtoon
Une adaptation au format Webtoon de la série est publiée au Japon sur l'application Piccoma depuis le 12 février 2023.

### Annotations
1. ↑  Les titres français de l'adaptation en anime proviennent de Crunchyroll.

## Œuvres

### Édition japonaise

#### Light novel
1. 1 2  (ja) « 暴食のベルセルク～俺だけレベルという概念を突破する～ 1 », sur gcnovels.jp (consulté le 1er octobre 2023).
2. 1 2  (ja) « 暴食のベルセルク～俺だけレベルという概念を突破する～ 2 », sur gcnovels.jp (consulté le 1er octobre 2023).
3. 1 2  (ja) « 暴食のベルセルク～俺だけレベルという概念を突破する～ 3 », sur gcnovels.jp (consulté le 1er octobre 2023).
4. 1 2  (ja) « 暴食のベルセルク～俺だけレベルという概念を突破する～ 4 », sur gcnovels.jp (consulté le 1er octobre 2023).
5. 1 2  (ja) « 暴食のベルセルク～俺だけレベルという概念を突破する～ 5 », sur gcnovels.jp (consulté le 1er octobre 2023).
6. 1 2  (ja) « 暴食のベルセルク～俺だけレベルという概念を突破する～ 6 », sur gcnovels.jp (consulté le 1er octobre 2023).
7. 1 2  (ja) « 暴食のベルセルク～俺だけレベルという概念を突破する～ 7 », sur gcnovels.jp (consulté le 1er octobre 2023).
8. 1 2  (ja) « 暴食のベルセルク～俺だけレベルという概念を突破する～ 8 », sur gcnovels.jp (consulté le 1er octobre 2023).

#### Manga
1. 1 2  (ja) « 暴食のベルセルク～俺だけレベルという概念を突破する～ THE COMIC 1 », sur comicride.jp (consulté le 1er octobre 2023).
2. 1 2  (ja) « 暴食のベルセルク～俺だけレベルという概念を突破する～ THE COMIC 2 », sur comicride.jp (consulté le 1er octobre 2023).
3. 1 2  (ja) « 暴食のベルセルク～俺だけレベルという概念を突破する～ THE COMIC 3 », sur comicride.jp (consulté le 1er octobre 2023).
4. 1 2  (ja) « 暴食のベルセルク～俺だけレベルという概念を突破する～ THE COMIC 4 », sur comicride.jp (consulté le 1er octobre 2023).
5. 1 2  (ja) « 暴食のベルセルク～俺だけレベルという概念を突破する～ THE COMIC 5 », sur comicride.jp (consulté le 1er octobre 2023).
6. 1 2  (ja) « 暴食のベルセルク～俺だけレベルという概念を突破する～ THE COMIC 6 », sur comicride.jp (consulté le 1er octobre 2023).
7. 1 2  (ja) « 暴食のベルセルク～俺だけレベルという概念を突破する～ THE COMIC 7 », sur comicride.jp (consulté le 1er octobre 2023).
8. 1 2  (ja) « 暴食のベルセルク～俺だけレベルという概念を突破する～ THE COMIC 8 », sur comicride.jp (consulté le 1er octobre 2023).
9. 1 2  (ja) « 暴食のベルセルク～俺だけレベルという概念を突破する～ THE COMIC 9 », sur comicride.jp (consulté le 1er octobre 2023).
10. 1 2  (ja) « 暴食のベルセルク～俺だけレベルという概念を突破する～ THE COMIC 10 », sur comicride.jp (consulté le 1er octobre 2023).
11. 1 2  (ja) « 暴食のベルセルク～俺だけレベルという概念を突破する～ THE COMIC 11 », sur comicride.jp (consulté le 27 décembre 2023).
12. 1 2  (ja) « 暴食のベルセルク～俺だけレベルという概念を突破する～ THE COMIC 12 », sur comicride.jp (consulté le 26 mai 2024).
13. 1 2  (ja) « 暴食のベルセルク～俺だけレベルという概念を突破する～ THE COMIC 13 », sur comicride.jp (consulté le 18 décembre 2024).
14. 1 2  (ja) « 暴食のベルセルク～俺だけレベルという概念を突破する～ THE COMIC 14 », sur comicride.jp (consulté le 23 juillet 2025).

### Édition française

#### Light novel
1. 1 2 3  (ja) « Berserk of Gluttony - LN Vol.3 », sur manga-news (consulté le 1er octobre 2023).
2. 1 2  (ja) « Berserk of Gluttony - LN Vol.1 », sur manga-news (consulté le 1er octobre 2023).
3. 1 2  (ja) « Berserk of Gluttony - LN Vol.2 », sur manga-news (consulté le 1er octobre 2023).
4. 1 2  (ja) « Berserk of Gluttony - LN Vol.4 », sur manga-news (consulté le 1er octobre 2023).
5. 1 2  (ja) « Berserk of Gluttony - LN Vol.5 », sur manga-news (consulté le 1er octobre 2023).
6. 1 2  (ja) « Berserk of Gluttony - LN Vol.6 », sur manga-news (consulté le 22 septembre 2024).
7. 1 2  (ja) « Berserk of Gluttony - LN Vol.7 », sur manga-news (consulté le 9 juillet 2025).

#### Manga
1. 1 2 3  (fr) « Berserk of Gluttony Vol.5 », sur manga-news (consulté le 1er octobre 2023).
2. 1 2  (fr) « Berserk of Gluttony Vol.1 », sur manga-news (consulté le 1er octobre 2023).
3. 1 2  (fr) « Berserk of Gluttony Vol.2 », sur manga-news (consulté le 1er octobre 2023).
4. 1 2  (fr) « Berserk of Gluttony Vol.3 », sur manga-news (consulté le 1er octobre 2023).
5. 1 2  (fr) « Berserk of Gluttony Vol.4 », sur manga-news (consulté le 1er octobre 2023).
6. 1 2  (fr) « Berserk of Gluttony Vol.6 », sur manga-news (consulté le 1er octobre 2023).
7. 1 2  (fr) « Berserk of Gluttony Vol.7 », sur manga-news (consulté le 1er octobre 2023).
8. 1 2  (fr) « Berserk of Gluttony Vol.8 », sur manga-news (consulté le 23 juillet 2025).
9. 1 2  (fr) « Berserk of Gluttony Vol.9 », sur manga-news (consulté le 23 juillet 2025).
10. 1 2  (fr) « Berserk of Gluttony Vol.10 », sur manga-news (consulté le 23 juillet 2025).
11. 1 2  (fr) « Berserk of Gluttony Vol.11 », sur manga-news (consulté le 23 juillet 2025).
12. 1 2  (fr) « Berserk of Gluttony Vol.12 », sur manga-news (consulté le 23 juillet 2025).